# Semicorxera

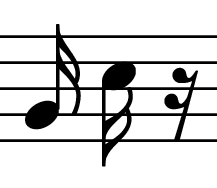
Semicorxera: amb els pals cap a dalt, cap a baix, i el seu silenci.

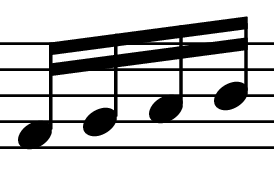
Semicorxeres agrupades

Una nota semicorxera és el símbol utilitzat per indicar un so amb una duració de temps que equival a mitja corxera.
El seu silenci equivalent és el "silenci de semicorxera", que significa que durant el temps equivalent a la semicorxera no s'efectua cap so.
A la música vocal les figures s'escriuen de manera separada o enganxades indicant, respectivament, si corresponen a síl·labes diferents o a la mateixa síl·laba.